# Hospitality Club
L'Hospitality Club è uno dei maggiori servizi di ospitalità online.
Dopo esperimenti con parecchi servizi, fu fondato nel luglio del 2000 a Dresda dal tedesco Veit Kühne, e crebbe grazie agli sforzi gratuiti d'innumerabili volontari legati tra loro online, senza uffici né struttura fissa. Ad agosto 2007 contava più di 324 000 membri in 209 paesi, con prevalenza in Germania, Polonia e Stati Uniti.
Gli ospitanti offrono alloggio gratuito ed aiuto durante il viaggio. La partecipazione è libera e gratuita: chiunque può iscriversi senza dover pagare alcunché e senza obblighi. Le verifiche passaporto ed i controlli delle corrispondenze per "spam" appartengono al passato per mancanza di volontari (2014).
Il club ha inoltre un meccanismo di feedback simile a quello delle aste online, per cui gli ospitati/ospitanti possono lasciare un commento sul profilo della controparte.

## Storia
Con l'estensione dell'Unione Europea ai paesi del blocco ex-comunista e l'abolizione dell'obbligo di visto per molti di essi, si moltiplicò il numero dei viaggiatori giovani; ne risultò una crescita esponenziale del HC e le strutture iniziali si mostravano sempre più insufficienti. Nell'anno 2005, il gruppo dei volontari più impegnati chiesero al fondatore Veit Kühne
- che desse al Club un quadro legale;
- che s'instaurassero processi democratici per arrivar a decisioni e per trovar soluzioni;
- che si stabilisse un regime chiaro delle finanze;
- e che i volontari fossero trattati con rispetto.

Dopo sei mesi di trattative inconcludenti, questo gruppo si vide costretto di staccarsi dal HC, e creò BeWelcome con sede sociale a Condate Rèdoni in Bretagna. Il fondatore non era disposto a occuparsi seriamente delle richieste e delle proposte ma faceva lavorare i volontari, prendeva tempo sulle decisioni, e, affrontato direttamente, decise di non arrivare a nessun compromesso. Inoltre vennero esclusi volontari "anziani" senza ragione.  Kühne aprí il sito web alla pubblicità di AdChoices, senza mai dichiarare la destinazione dei proventi; e non tutti i membri son contenti di annunci come "Ukrainian Women Free" (1.1.2014).
Da quel momento cominciò la stagnazione del Club. Dall'estate del 2006, divenne frequente trovare il sito offline. Veit Kühne teneva le redini ma non rispose mai a lettere e post se non sporadicamente; la  newsletter era discontinua. Con la proprietà del sito inaccessibile ed intangibile, molti volontari smettevano la loro attività ed i membri divenivano meno e meno attivi.
Alla fine del 2008 terminarono le attività del sito web. La frustrazione generale regnava nel Forum.
A luglio 2012, il fondatore sorprese membri selezionati, domandando loro che sottoscrivessero in pochi giorni un progetto di collaborazione col sito web Airbed & Breakfast (Airbnb). Airbed & Breakfast agisce come intermediario / procacciatore di letti in case private dietro pagamento; e quest'elemento commerciale fu respinto dalla maggioranza dei membri. Inoltre, si tratta della promozione della concorrenza, poiché lo stesso letto non si può vendere e offrire gratis per ragioni di fraternità e di filantropia. Veit Kühne argomenta che ciascuna stipulazione risulta in una provvigione per HC per coprire le spese dei server; ma nessuna cifra è stata resa pubblica.
Esistono anche altri servizi simili; tra questi il rinomato CouchSurfing, più orientato ai giovani ed a chi si accontenta anche di una sistemazione meno confortevole (dormire su un divano); il Servas, e il WWOOF. Quest'ultimo è specializzato nello scambio lavoro-alloggio e pasto presso le campagne ed ambienti rurali mondiali (per esempio, gli Ecovillaggi).